# 金丸文一
金丸 文一（かなまる ふみかず、1932年8月31日 - 2009年7月13日 ）は、日本の化学者。専門は、無機材料化学。博士（理学）。大阪大学名誉教授。

## 来歴・人物
香川県出身。香川県立観音寺第一高等学校、大阪大学理学部化学科卒業。同大学大学院理学研究科無機及び物理化学専攻修士課程修了。
1963年（昭和38年）「アルカリ土フェライトの結晶化学的研究」で、大阪大学より理学博士の学位を修得。
大阪大学産業科学研究所では、当時超高圧力（～5GPa）技術の材料科学への応用が始まった時期で、超高圧発生装置を利用して、2GPa、1000℃までの高酸素圧下での物質合成（高原子価化合物など）にも新しい遷移金属酸化物の合成、物性評価を行うことに成功する。また、層状を形成している各無機物層の表面に有機分子を枝継した化合物などの層間合成、また、いずれも絶縁体であるFeOCl 層の層間にピリジンを層間吸着させると0.1オーム以下の電気良導体に変化するなどの研究を行った。
岡山大学非結晶研究施設では、ガラス科学に堪能な非晶質固体から形状を制御した微結晶の析出過程の研究を行った。再び、大阪大学産業科学研究所では、不定比結晶材料の研究に取り組む。組成の不定比に伴う格子欠陥の解析のためEXSAFSの解析手法を取り入れる。添加された微量の元素が、母結晶の中でもそれぞれ固有の構造を取ろうとし、nmオーダの局所構造を形成し、母結晶の物性に影響する。また、金属窒化物の合成と評価に於いては、20年来問題にされたFe12N2のバルク化粧の合成と構造、磁性の決定を行った。
1972年（昭和47年）「高圧酸素ガス雰囲気下での反応焼結によるSr,Caの鉄酸塩の合成に関する研究」で粉体粉末冶金協会賞・岩瀬賞を受賞。1978年（昭和53年）Richard M. Fulruth Award、1986年（昭和61年）窯業協会学術賞を「新しい反応プロセスを応用した物質の合成に関する研究」で各々受賞。
1990年（平成2年）から1992年（平成4年）までセラミックス協会理事、1992年（平成4年）から1994年（平成6年）まで粉体粉末冶金協会副会長、1996年（平成8年）から2001年（平成13年）までニューセラミックス懇談会会長を務めた。

## 略歴
- 1956年 - 大阪大学理学部化学科卒業
- 1958年 - 大阪大学大学院理学研究科無機及び物理化学専攻修士課程修了
- 1958年 - 松下電器産業無線研究所
- 1960年 - 大阪大学産業科学研究所助手
- 1966年 - 大阪大学産業科学研究所助教授
- 1966年‐67年 - ペンシルベニア大学客員教授
- 1976年 - 岡山大学工学部教授
- 1980年 - 大阪大学教授
- 1993年 - 大阪大学産業科学研究所所長
- 1995年 - 大阪大学名誉教授
- 1995年 - 新潟大学工学部教授
- 1997年 - 福井工業大学工学部 環境・生命未来工学科教授

## 受賞歴
- 1972年 - 粉体粉末冶金協会賞・岩瀬賞
- 1978年 - アメリカセラミックス学会 リチャード・エム・フルラス（Richard M. Fulruth Award）
- 1986年 - 窯業協会（現セラミックス協会）学術賞
- 2000年 - 粉体粉末冶金協会論文賞